# Карл Август (кронпринц Швеции)
Карл Август (швед. Karl August, имя при рождении Fredrik Kristian August av Augustenburg; 1768—1810) — датский военный и государственный деятель, фельдмаршал (1809), кронпринц Швеции (1810).

## Биография

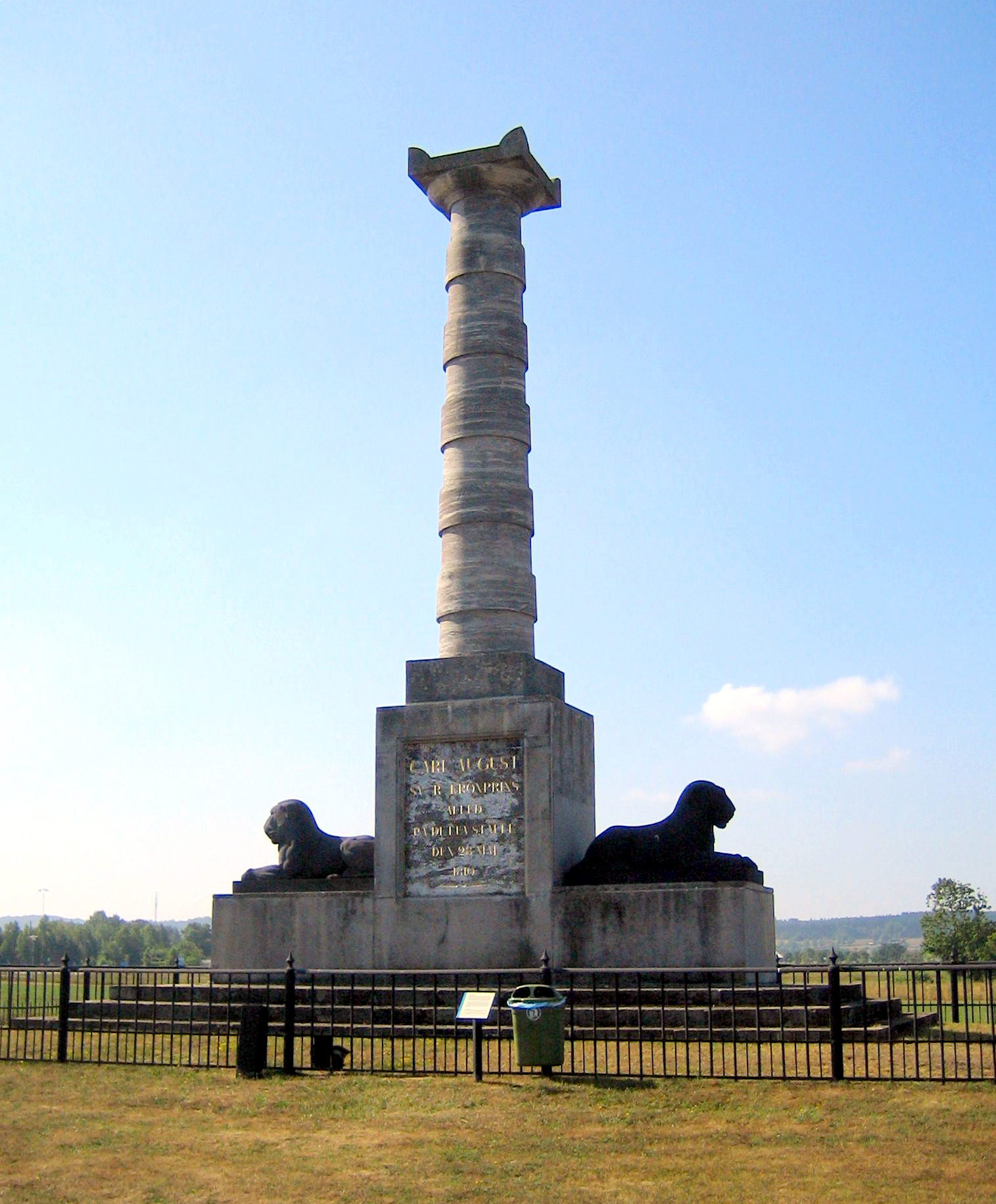
Памятник в Квидинге

Родился 9 июля 1768 года в датском дворце Августенборг. Был третьим сыном герцога Фридриха Кристиана I Шлезвиг-Гольштейн-Зондербург-Августенбургского и его жены герцогини Шарлотты Амалии Шлезвиг-Гольштейн-Зондербург-Плёнской.
Фредрик Кристиан Август обучался в Лейпциге и вернулся оттуда в Данию в 1785 году. Поступил на военную службу: был назначен подполковником, получил звание полковника в 1787 году и генерал-майора в 1790 году. С 1797 года находился в Австрии, присоединившись к борьбе с Наполеоном. Он покинул Австрию, когда Люневильский договор положил конец войне Второй коалиции в 1801 году. В 1803 году Карл Август был назначен командиром крепости Фредерикстен в Норвегии, прибыв туда в 1804 году.
В 1807 году он снова стал участником Наполеоновских войнах, на этот раз на стороне Наполеона, когда Великобритания напала на Данию. Швеция принимала участие в войне против Дании и Норвегии. Фредрик Кристиан Август был одной из главных фигур в этой войне, одержав ряд побед и изгнав шведские войска из Норвегии. В мае 1808 года получил звание генерал-лейтенанта, в июле 1809 года получил звание фельдмаршала и назначен генерал-губернатором Норвегии.
В январе 1810 года он уехал в Швецию, где его усыновил Карл XIII, и принял имя Карл Август, став кронпринцем Швеции. Ему были оказаны соответствующие почести, Карл Август стал 18 апреля 1810 года почетным членом Шведской королевской академии наук, был первым человеком, получившим этот статус в академии.
Однако прожил он недолго, не оказав существенного влияния на события в Швеции. Карл Август умер внезапно 28 мая 1810 года, когда упал с лошади во время военного смотра в Квидинге в провинции Сконе. Вскрытие констатировало, что причиной падения и смерти стал инсульт, но в Швеции расползлись слухи, что он был отравлен густавианцами, в частности маршалом королевства графом Акселем фон Ферзеном, который был растерзан толпой во время похоронной процессии Карла Августа, направлявшейся в Стокгольм.
Был похоронен в Стокгольме в церкви Риддархольмена в захоронении шведских монархов.
Карл Август женат не был, детей не имел.
Был удостоен ряда наград, включая орден Серафимов и орден Слона. В Квидинге ему установлен величественный монумент.